# Ingelegilde
Stichting Ingelegilde Mestreech is een onafhankelijke stichting, die zich inzet voor het behoud van het erfgoed van de stad Maastricht. 

## Ontstaan
Het Ingelegilde werd op 27 mei 2005 in het leven geroepen door Paul Berben en Jean-Pierre Menten. De oprichting van de stichting met vijf bestuursleden vond plaats op 4 juli 2006. Vanaf het begin kreeg het gilde steun uit diverse hoeken van personen en organisaties die het doel onderschrijven. Het bestaan van het Ingelegilde werd onder meer gerechtvaardigd door haar inzet voor het behoud van de loopgraven van de troepen van Frederik Hendrik tijdens het Beleg van Maastricht (1632), een relict uit het militair-historisch erfgoed van Maastricht.

## Naam en logo
De naam "Ingelegilde" (Nederlands: "Engelengilde") verwijst naar de engel in het wapen van Maastricht ("Een rood schild, beladen met eene vijfpuntige ster van zilver; het schild van achteren vastgehouden door een engel en gedekt door eene kroon van goud") en het woord gilde. Het logo van het Ingelegilde bestaat uit een rood schild met een vijfpuntige witte ster, geflankeerd door twee grote engelenvleugels.

## De Ingelebak
De Ingelebak bestaat uit supporters en sympathisanten van de stichting, die samen met het bestuur werkgroepen vormen, die verschillende activiteiten onderzoeken en begeleiden. De werkgroepen worden aangevuld met op het desbetreffend deelgebied deskundigen of geïnteresseerden, met als doel gezamenlijk op te kunnen komen voor de gemeenschappelijke belangen van de inwoners van Maastricht en samen te genieten van wat de stad hun te bieden heeft.

## Activiteiten
Met enige regelmaat worden door het Ingelegilde activiteiten georganiseerd met betrekking tot de stad Maastricht, zoals stadswandelingen en bezichtigingen. Hiermee willen zij de aandacht van de Maastrichtenaren (en anderen die de stad een warm hart toedragen) richten op hun eigen stad.
Het Ingelegilde wordt soms gevraagd ondersteuning te bieden bij activiteiten van derden, zoals in 2007 bij de Maastricht Antiquarian Book and Print Fair (MABP) in de Sint-Janskerk en de Lutherse kerk, bij de jaarlijks terugkerende kinderspellenmiddag, georganiseerd door het buurtplatform Daalhof, en op de braderie van Mariaberg.